# Mrzljaki
Mrzljaki je naselje u Republici Hrvatskoj, u sastavu Općine Netretića, Karlovačka županija. 

## Stanovništvo
Prema popisu stanovništva iz 2001. godine, naselje je imalo 17 stanovnika te 9 obiteljskih kućanstava.
| broj stanovnika | 242   | 280   | 263   | 250   | 223   | 216   | 188   | 211   | 206   | 208   | 180   | 109   | 79    | 150   | 17    | 17    | 12    |
|                 | 1857. | 1869. | 1880. | 1890. | 1900. | 1910. | 1921. | 1931. | 1948. | 1953. | 1961. | 1971. | 1981. | 1991. | 2001. | 2011. | 2021. |

## Poznate osobe
- Boris Vrga, hrvatski pjesnik i likovni kritičar